# Оленёнок (повесть)
«Оленёнок» (англ. The Yearling) — подростковая (англ. young-adult fiction) повесть американской писательницы Марджори Роулингс, обладатель Пулитцеровской премии «За художественную книгу» (англ. Pulitzer Prize for Fiction) (1939). Самая продаваемая книга в США в 1938 году. Повесть часто включают в программу обязательного чтения для подростков в США.

## Сюжет
Подробнее см. Оленёнок (фильм)#Сюжет

Двенадцатилетний Джоди подбирает в лесу маленького осиротевшего оленёнка. Они становятся лучшими друзьями, но через год им приходится расстаться: Флаг вырос во взрослое лесное животное и не может дальше жить с людьми…

## Основные персонажи
- Джоди Бакстер — двенадцатилетний мальчик.
- Эзра «Пенни» Бакстер — отец Джоди.
- Ори Бакстер — мать Джоди.
- Флаг — оленёнок, питомец Джоди.
- Форрестеры (Бак, Арк, Лем, Гэбби, Пэк и др.) — соседи семьи Бакстеров.

## Экранизации и адаптации
- 1941 — первая попытка экранизировать повесть. Из-за разнообразных проблем съёмки отменены, впустую истрачены семь месяцев и полмиллиона долларов[3].
- 1946 — художественный фильм «Оленёнок». Режиссёр — Кларенс Браун, в главных ролях — Клод Джарман, Грегори Пек и Джейн Уайман. Два «Оскара» и один «Золотой глобус».
- 1965 — бродвейский мюзикл. Музыка — Майкл Леонард, стихи и сценарий — Герберт Мартин, продюсер и сценарист — Лор Ното[англ.], в главных ролях — Дэвид Уэйн и Долорес Уилсон.
- 1983 — японская анимационная версия «Kojika Monogatari».
- 1994 — телефильм. Режиссёр — Род Харди[англ.], в главных ролях — Питер Штраус и Джин Смарт[4].

## Факты

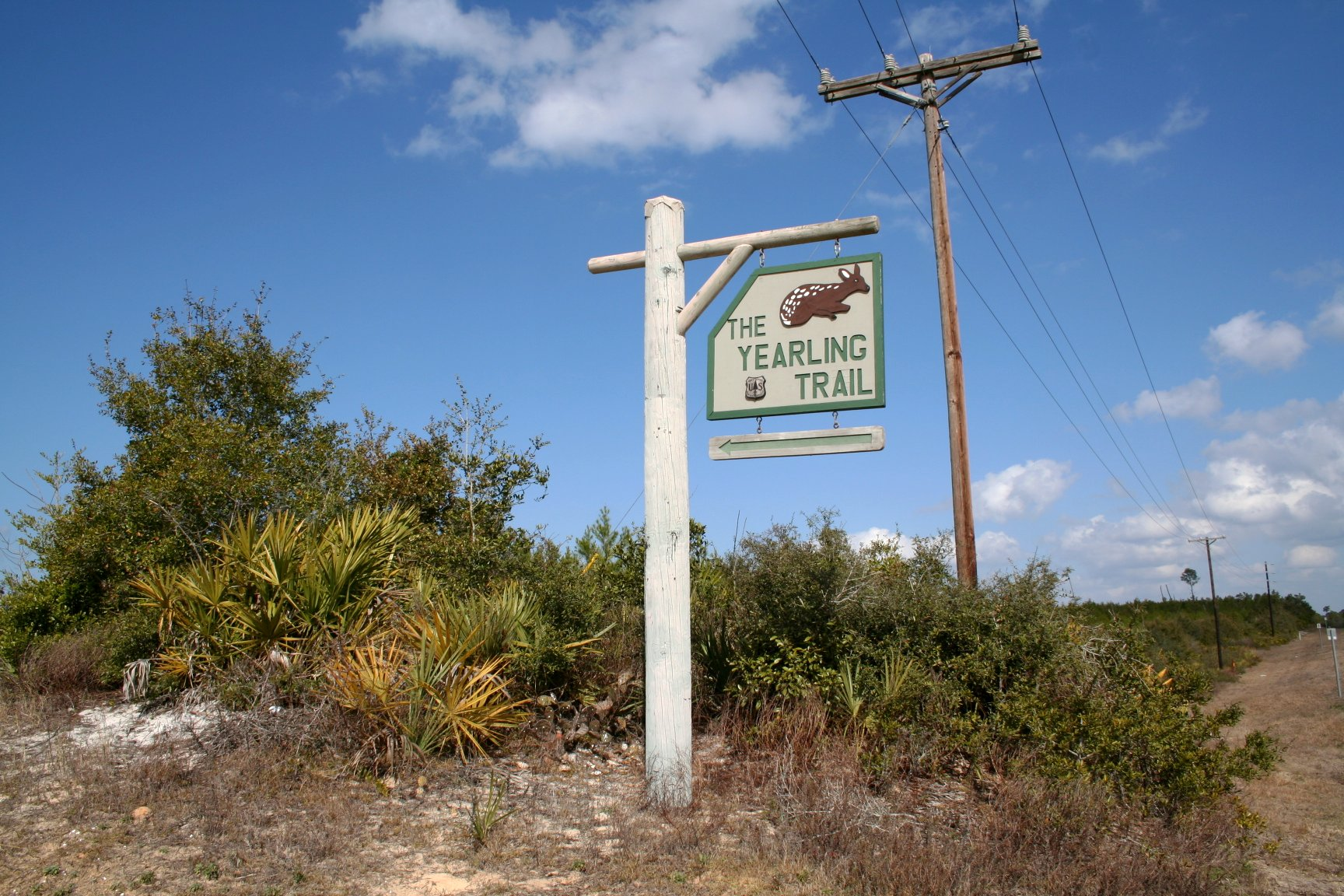
Указатель начала «Тропы Оленёнка»

- Редактором повести выступил Максвелл Перкинс (англ. Maxwell Perkins), работавший с Эрнестом Хемингуэем, Фрэнсисом Скоттом Фицджеральдом и другими известными писателями[5].
- После публикации повести и выхода экранизации в заповедной зоне англ. Juniper Prairie Wilderness (Национальный лес Окала[англ.], Флорида) появилась «Тропа Оленёнка» (англ. The Yearling Trail), прогуливаясь по которой можно взглянуть на места, где происходило действие повести и картины[6].
- В СССР книга была издана под названием «Сверстники»[источник не указан 425 дней].